# Lago Saint-François

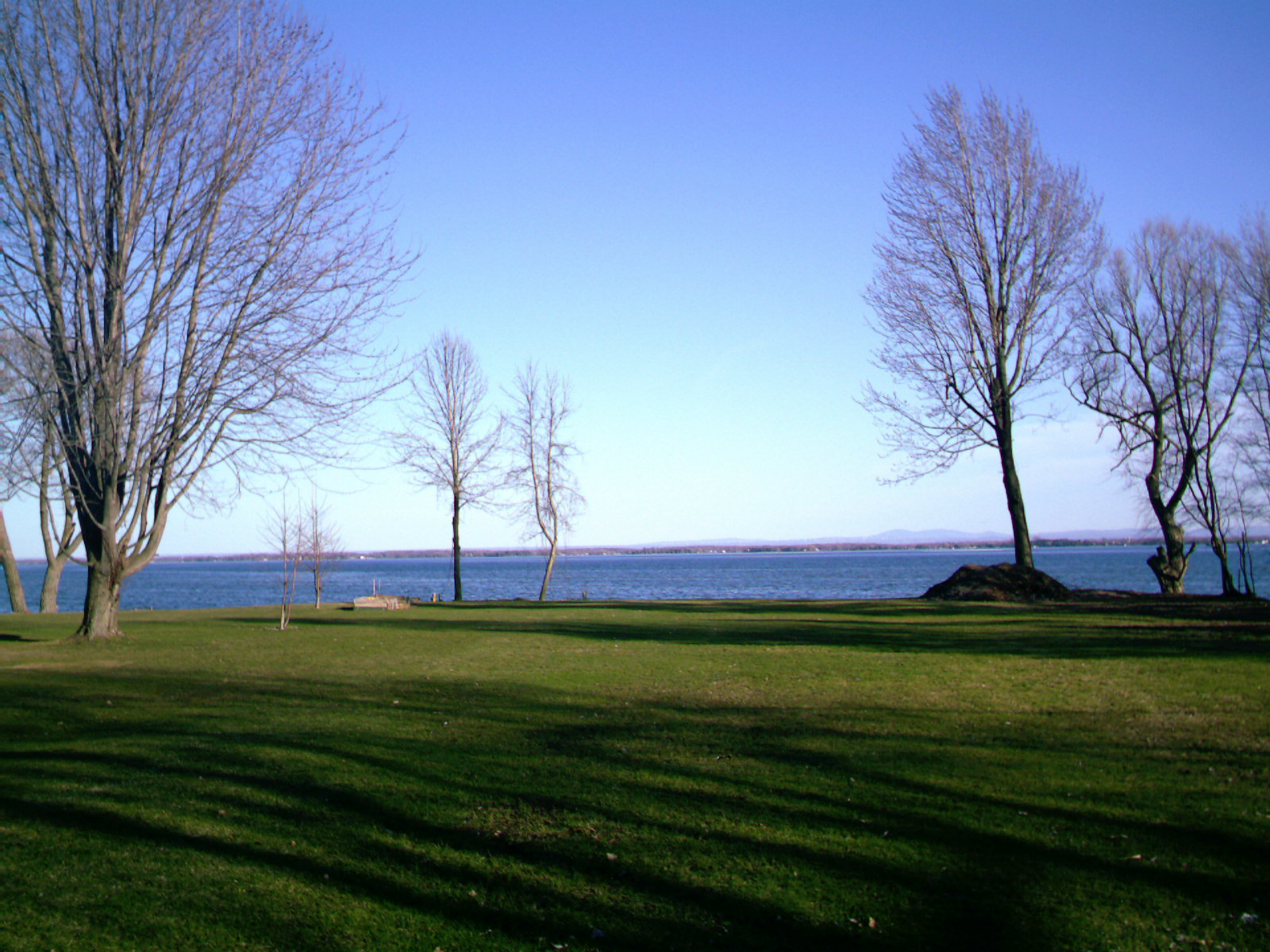
Vista del lago desde la Highway 2 en South Glengarry, cerca del límite con Quebec.

El lago Saint-François (del inglés: lake Saint Francis) es un lago internacional de América del Norte que limita con las zonas sureste de las provincias canadienses de Ontario y de Quebec y con el norte del estado de Nueva York. Se encuentra en el río San Lorenzo, entre el lago Ontario y la ciudad de Montreal, y forma parte del canal de San Lorenzo (Saint Lawrence Seaway).
La ciudad canadiense de Salaberry-de-Valleyfield, en Quebec, se encuentra en la orilla este del lago.
El «Área Salvaje del lago Saint-François» (Lac Saint-François National Wildlife Area), en la orilla sur del lago, es una zona de protección natural de los pantanos de la zona. Representa un hábitat importante para el pato de cabeza roja (Aythya americana) y otras aves acuáticas. Miles de aves migratorias hacen escala aquí. El 27 de mayo de 1987 se reconoció la importancia de los pantanos a nivel internacional, declarándolos sitio Ramsar (con el n.º ref. 361) y protegiendo 2.310 ha.
El pantano Charlottenburgh, que incluye el pantano Cooper, es una zona pantanosa importante en la orilla norte del lago.